# سوالب التكليف
سوالب التكليف في أصول الفقه هي صفات يرتفع بها حكم التكليف وينتفي بها الحرج والإثم؛ لأن الأحكام التكليفية تتوجه إلى من يعقلها ويفهم خطاب التكليف ويقدر على ما كلف به. وسوالب التكليف هي: الجنون والإغماء والصغر والنسيان والنوم وكل عجز حسي أو شرعي

## سوالب التكليف
الذي يرفع حكم التكليف كليا أو نسبياً هو النقص في القدرات الإدراكية أو القدرات الحسية، أو العجز الحسي أو الشرعي وعدم الاستطاعة، أو الخطأ والنسيان والإكراه. ويشمل:
1. الجنون
2. الإغماء
3. الصبا
4. فقدان الوعي
5. النوم
6. النسيان
7. المرض
8. الإكراه
9. العجز الحسي وعدم الإطاقة
10. العجز الشرعي كالحيض

### القدرة الإدراكية
من أهم شروط التكليف: «القدرة الإدراكية» بمعنى: أن يكون للمكلف قدرة على إراك ما كلف به، وفهمه وعقله، فالعقل مناط التكليف. ولا تكليف على من لا يقدر على إدراك ما كلف به من أحكام.
1. المجنون ليس مكلفا بالأحكام، والتكليف مرفوع عنه حتى يفيق، فلا يتعلق به خطاب التكليف لكن قد يتعلق به خطاب الوضع بمعنى: أن تصرفه في المعاملات مثل: البيع والرهن وغير ذلك ليس صحيحا ولا يكلف بالصلاة والصيام وغير ذلك من العبادات، وإذا أتلف شيئا فلا يؤاخذ، لكن يلزم ضمان المتلف، فهو أشبه بما تتلفه الدابة، من حيث الضمان المتعلق بخطاب الوضع.

### العجز
من شروط التكليف قدرة المكلف على ما كلف به
العجز الحسي مثل: المرض والسفر يباح لأجلهما الفطر
العجز الشرعي مثل: الحيض يمنع من الصلاة والصوم، ولا تكلف بهما المرأة حال الحيض والنفاس.

## العمد والخطأ
الخطأ في اللغة: مقابل الصواب. ومعناه -بفتح الخاء- هو: «قصد الصواب والوقوع في خلافه» أما الخطأ؛ -بكسر الخاء، وسكون الطاء- فهو: «تعمد ما لا ينبغي» ومنه قول الله تعالى في القرآن: ﴿إن قتلهم كان خطأ كبيراً.﴾ ومبنى الأمر فيه بحسب المقاصد، ويدل عليه حديث: 《إنما الأعمال بالنيات.》 فتعمد ما لا ينبغي أي: بما يخالف الشرع، أو بفعل منهي عنه؛ يتعلق به المؤاخذة. وأما الخطأ الذي لا يؤاخذ به المكلف، أو المعفو عنه؛ فهو: ما لا يقصد بفعله الإساءة. فيقال مثلا: رمى بالسهم فأصاب الهدف، أو أخطأه. فالخطأ في الرمي غير مؤاخذ به شرعا، فلا يأثم فاعله. والخطأ بهذا المعنى؛ هوالمقصود في حديث:
عن عبد الله بن عباس قال: قال رسول الله صلى الله عليه وسلم: «رفع عن أمتي الخطأ والنسيان وما استكرهوا عليه.»

## النوم والنسيان
لا تكليف على النائم والناسي حال النوم النسيان، فمن نسي أن يفعل ما كلف به أو نام عنه؛ فهو معذور، وفي الحديث «من نسي صلاة أو نام عنها؛ فليصليها متى ذكرها، لا كفارة لها إلا ذلك. وتلا قوله تعالى: "وأقم الصلاة لذكري".» متفق عليه. ومن حلف ألا يفعل شيئا ففعله ناسيا؛ فلا إثم عليه للنسيان.